# 乃莫齐召
乃莫齐召，位于内蒙古自治区呼和浩特市玉泉区，是一座藏传佛教格鲁派寺院。乃莫齐召是呼和浩特地区“七大召”之一。

## 简介
乃莫齐召位于大召西北，蒙古语称为“额木济召”，俗称“药师庙”。该寺由绰尔济·逹赖喇嘛于清朝康熙七年（1669年）建造。寺院建筑面积比较大，共有三进院落，寺前有一座藏经塔。1695年，康熙帝赐寺名“隆寿寺”。
中华人民共和国成立后，乃莫齐召被玻璃厂占用。21世纪初，首先将玻璃厂迁走，然后推平周围散乱的建筑，在乃莫齐召临滨河路的一侧兴建了一幢楼房，最后修复乃莫齐召。2010年，乃莫齐召修复工程展开。新建寺院大门，门上的匾额题有“隆寿寺”三个大字。召庙东侧兴建经堂。召庙上有镏金殿顶，檐下彩绘，第二层的木制墙体被漆成朱红色，镂空的窗棂为暗绿色，召门为朱红色，门旁放置香炉。乃莫齐召内驻有喇嘛。